# 澄川駅 (定山渓鉄道)
澄川駅（すみかわえき）は、北海道札幌市澄川（現在の南区澄川、開業時：札幌郡豊平町大字平岸村字精進川）にあった定山渓鉄道線の駅である。同線の廃線により1969年（昭和44年）に廃駅となった。

## 歴史
近隣の精進川流域の入植者からの要望を受けて設置された。旧名の北茨木は、土地を寄付した茨木與八郎の姓に「北」を付けたものである。当時既に茨木駅が存在していたためであった。

### 年表
- 1933年（昭和8年）11月30日：北茨木停留所として開業[3]。
- 1949年（昭和24年）8月：南側へ移転、交換可能な側線を設け[1]駅に昇格[3]。
- 1957年（昭和32年）12月：澄川駅に改称[3][4]。
- 1963年（昭和38年）：側線を撤去[4]。
- 1969年（昭和44年）11月1日：定山渓鉄道線廃線に伴い廃駅。

## 駅構造
設置当時は「機械場通り」と斜めに交差する踏切のすぐ南側に単式ホーム1面1線の構造であった。
1949年（昭和24年）に輸送力増強のため、南側に移転するとともに、列車交換のための側線を備えた島式ホーム1面2線となった。当初の停留所敷地には1953年（昭和28年）に電気容量不足に対応するため「北茨木変電所」が設置された。1963年（昭和38年）に側線が撤去され、再び単式ホーム1面1線の構造となり廃止時までその状態であった。

## 駅跡
札幌市営地下鉄南北線の建設が行われ、同線の澄川駅がそれに該当する。

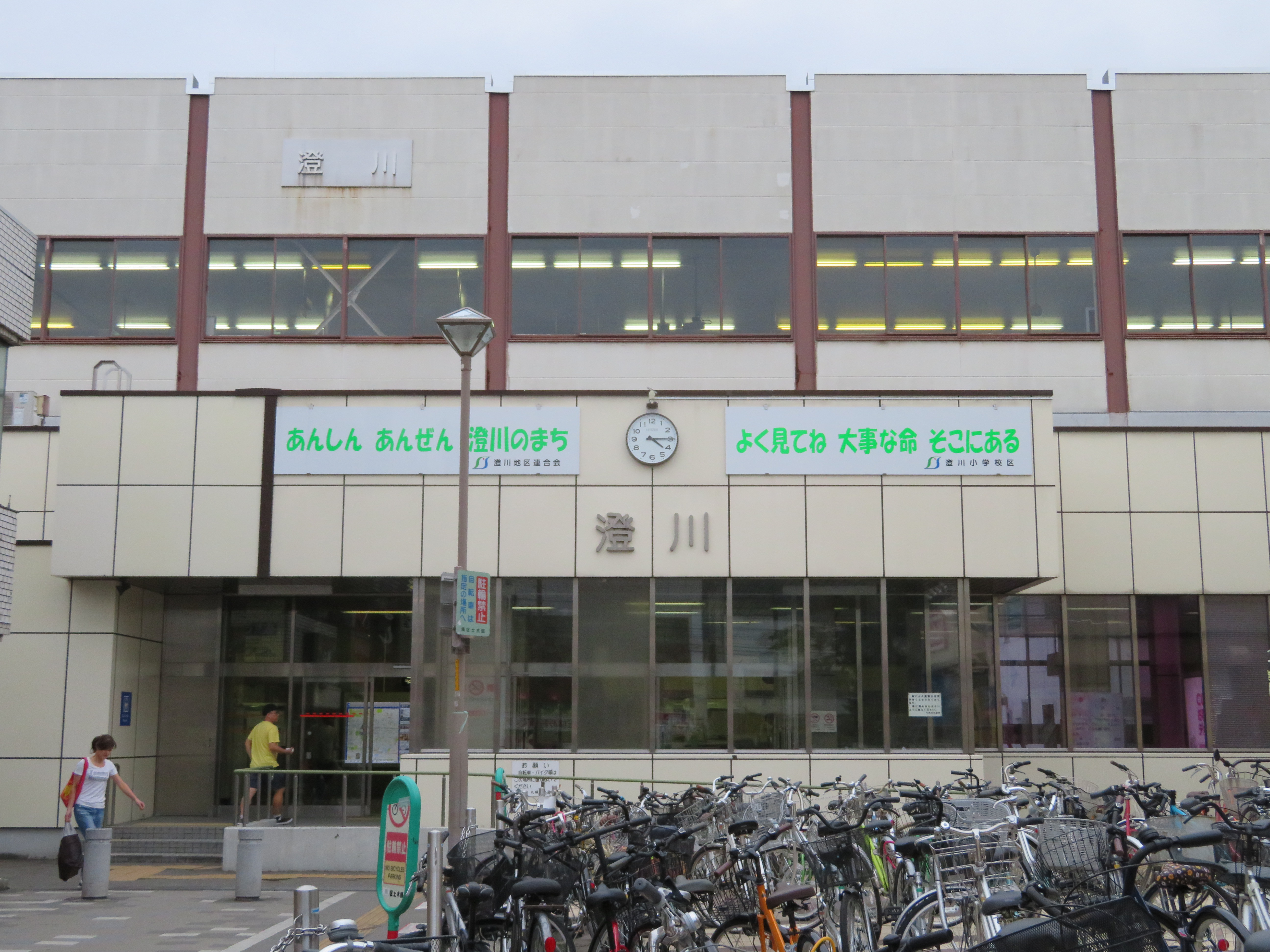
札幌市営地下鉄南北線 澄川駅（2016年9月、駅舎外観）

## 隣の駅
定山渓鉄道
定山渓鉄道線
豊平駅 - 澄川駅 - 慈恵学園停留所